# 拉威爾峰
69°55′S 71°17′W / 69.917°S 71.283°W
拉威爾峰（英語：Ravel Peak）是南極洲的山峰，位於亞歷山大一世島北部，海拔高度約1,300米，根據美國探險隊的空中照片被繪入地圖，以法國作曲家莫里斯·拉威爾命名。